# Echeveria sayulensis
Echeveria sayulensis är en fetbladsväxtart som beskrevs av Walther. Echeveria sayulensis ingår i släktet Echeveria och familjen fetbladsväxter. Inga underarter finns listade i Catalogue of Life.